# Borneo (náutica)

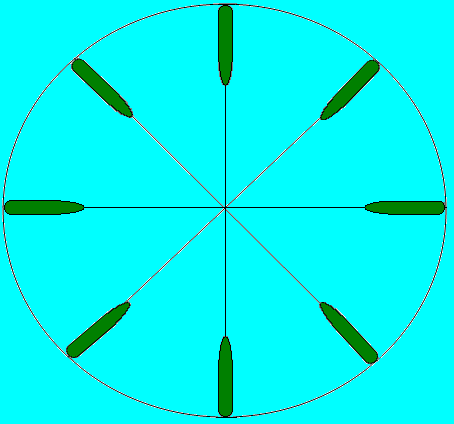
Círculo de borneo de un buque fondeado.

Se denomina borneo al movimiento circular que describe un buque alrededor de la posición de fondeo. El centro de este círculo está dado por el ancla arraigada al fondo y el radio de borneo es en términos prácticos igual a la longitud de cadena filada más la eslora de la embarcación.
Durante períodos prolongados de estancia al ancla las corrientes y los vientos pueden rotar de forma que un buque siempre presentará su proa al efecto combinado de ambos.
El punto de fondeo debe elegirse con observancia del posible borneo de la embarcación y a distancia tal que durante un giro completo se mantenga libre de obstáculos, la costa u otras embarcaciones ancladas en la zona.

Radio de borneo.

- Datos: Q2838450